# لودویگ اشوایکرت
لودویگ اشوایکرت (آلمانی: Ludwig Schweickert; ۲۶ آوریل ۱۹۱۵ – ۱۸ اوت ۱۹۴۳) کشتی‌گیر اهل آلمان بود.